# Medalha Willet G. Miller
A  Medalha Willet G. Miller ,  instituída em 1941, é uma distinção concedida pela Sociedade Real do Canadá para uma pesquisa excepcional   em qualquer campo da ciências da Terra.
A distinção foi estabelecida em homenagem ao notável geólogo Willet Green Miller (1867-1925),  por amigos que subscreveram fundos para a concessão da medalha.
A concessão, uma medalha de prata chapeada de ouro,  é conferida a cada dois anos, se houver um candidato  que preencha os requisitos. 

## Laureados[1]
- 1943 - Norman Levi Bowen
- 1945 - Morley E. Wilson
- 1947 - Frank H. McLearn
- 1949 - Hardy V. Ellsworth
- 1951 - James Edwin Hawley
- 1953 - Clifford H. Stockwell
- 1955 - John Tuzo Wilson
- 1957 - James E. Gill
- 1959 - Loris S. Russell
- 1961 - William H. White
- 1963 - Leonard G. Berry
- 1965 - R. J. W. Douglas
- 1967 - Robert E. Folinsbee
- 1969 - J.A. Jeletzky
- 1971 - Robert W. Boyle
- 1973 - Raymond Thorsteinsson
- 1975 - J. Ross Mackay
- 1977 - Allan M. Goodwin
- 1979 - Edward T. Tozer
- 1981 - Denis M. Shaw
- 1983 - Donald F. Stott
- 1985 - William Sefton Fyfe
- 1987 - Harold Williams
- 1989 - William H. Mathews
- 1991 - Jan Veizer
- 1993 - Frank C. Hawthorne
- 1995 - Hans J. Hofmann
- 1997 - Paul Felix Hoffman
- 1999 - Robert Kerrich
- 2001 - Robert L. Carroll
- 2003 - Roger H. Mitchell
- 2005 - Kurt Kyser
- 2007 - Frederick John Longstaffe
- 2009 - R. Paul Young
- 2011 - Anthony E. Williams-Jones
- 2016 - Anne de Vernal